# Erich Kästner-Realschule (München)
Die Erich Kästner-Realschule ist eine 1979 eröffnete Städtische Realschule im Münchner Stadtteil Hasenbergl. Sie ist nach Erich Kästner benannt.
Die Schule ist eine sechsstufige gebundene, rhythmisierte Ganztagsrealschule für Mädchen und Knaben. Sie bietet vier Zweige an: einen naturwissenschaftlichen mit den Kernfächern Mathematik und Naturwissenschaften, einen wirtschaftswissenschaftlichen mit dem Kernfach Betriebswirtschaftslehre, einen sprachlichen mit dem Kernfach Französisch sowie einen gestalterischen mit dem Kernfach Kunst.
Im Schuljahr 2023/2024 besuchten 438 Schüler die Schule. An der Erich Kästner-Realschule haben etwa 80 % der Schüler einen Migrationshintergrund.

## Pädagogisches Konzept
Als die Schule gegründet wurde, war der Stadtteil infrastrukturell schlecht erschlossen und kämpfte mit dem schlechten Ruf als sozialer Brennpunkt. Auch wenn sich Infrastruktur und Ruf inzwischen erheblich verbessert haben, ist der Stadtteil noch immer durch das vergleichsweise geringe ökonomische Kapital seiner Bewohner gekennzeichnet. Der Migrationsanteil unter den Schülern ist fast doppelt so hoch wie im Münchner Durchschnitt und vierfach so hoch wie im bayerischen Landesdurchschnitt.
Das pädagogische Konzept berücksichtigt diese Ausgangslage der Schüler. Als Präventivmaßnahme werden bereits in Klasse 5 verbindliche Elterngespräche geführt, deren explizites Ziel primär der Herstellung eines Vertrauensverhältnisses dient und deren Fokus nicht auf den Leistungen bzw. dem Verhalten des Kindes liegt. Von der intensiven Beziehungsarbeit profitieren alle Eltern einschließlich alleinerziehende sowie solche mit Migrationshintergrund. Von allen Eltern wird eine vielfältige aktive Beteiligung eingefordert, welches auch die Einbringung ihrer Talente in das Schulleben umfasst.
In den Klassenstufen 6, 8 und 10 finden dreimal im Jahr verbindliche Schülergespräche statt, welche jeweils 40 Minuten dauern. Auch diese zielen auf ein vertrauensvolles Verhältnis zwischen den Schülern und ihren Lehrern.
Im Leitbild findet die starke Bindung ihren Ausdruck im Begriff der Schulfamilie, welche Schüler, Lehrer und Eltern umfasst. Die individuellen Bedürfnisse der Schüler stehen im Mittelpunkt des pädagogischen Handelns. Das Leitbild ist auch die Grundlage der praktizierten Inklusion. Diese umfasst Schüler, welche wegen ihrer Schwierigkeiten auf Grund von Verhalten, Erleben und körperlichen Voraussetzungen eine vielfältige individuelle Unterstützung und Förderung erhalten. Zum umfangreichen Förderkonzept gehören auch Angebote für die Lehrer wie z. B. eine kollegiale Fallberatung.

## Kooperationen und Patenschule
Die Erich Kästner-Realschule hat eine Kooperation mit der Diakonie Hasenbergl.
Seit 2012 ist die Grundschule Nyabuko in einem Weiler rund 20 Kilometer außerhalb der ruandischen Hauptstadt Kigali Patenschule der Erich Kästner-Realschule.